# Berggravrista
Berggravrista är en bergstopp i Antarktis. Norge gör anspråk på området. Toppen på Berggravrista är 2 169 meter över havet.
Terrängen runt Berggravrista är varierad. Trakten är glest befolkad. Det finns inga samhällen i närheten. 